# Jindřich Kopfstein
Jindřich Kopfstein, křtěný Jindřich Václav (11. září 1862 Votice – 26. srpna 1917 Pardubice), byl český akademický malíř a středoškolský profesor

## Život
Narodil se ve městě Votice v rodině mydláře Josefa Kopfsteina a jeho ženy Antonie roz. Kolihové. Vyrůstal v početné rodině, měl pět sourozenců (starší bratry Jana (1859), Josefa (1861) a mladší Václava Viktora(1863), Ernesta Emanuela(1867) a Ottu Josefa(1868). Po absolvování obecné školy pokračoval ve studiu na vyšší reálce v Táboře. Poté odešel do Prahy, kde nastoupil v letech 1878–1881 ke studiu na České vysoké škole technické.
V dalším studiu pokračoval na pražské malířské akademii, kde nastoupil 1. března 1882 do II. semestru školního roku 1881/1882 v tzv. přípravce a ve školním roce 1882/1883 v tzv. elementárce u profesora Fr. Čermáka. Tímto jeho působení na pražské akademii skončilo a svůj další život zasvětil pedagogické činnosti. Záhy absolvoval zkoušku potřebnou pro vyučování na středních školách a v letech 1892–1898 pobýval nadále v Praze, kde působil na české technice jako asistent.
Kolem roku 1899 byl jmenován tehdejším ministrem vyučování A. Bylandt-Rheidtem učitelem 9. hodnostní třídy na státní průmyslové škole v Pardubicích. Záhy se zapojil do společenského života města, pořádal rozličné přednášky a velmi brzy začal pracovat také v orgánech městské samosprávy. Koncem září roku 1903 se v Praze oženil s vdovou Annou Marií Kadrabovou.
Kolem roku 1910 se profesor Kopfstein seznámil s Janem Kašparem a následně jej poprvé doprovázel při jeho veřejné produkci v Jaroměři. Jana Kašpara doprovázel i při jeho veřejných produkcích po celých Čechách a Moravě a nesčetněkrát vykonával i funkci ředitele vzletu. Od dubna roku 1911 byl profesor pardubické reálky Jindřich Kopfstein jedním ze zakládajících členů „Aviatického družstva Pardubice“.
Malíř a profesor Jindřich Kopfstein zemřel v Pardubicích, náhle koncem srpna roku 1917.

## Výstavy

### Kolektivní
- 1894 – Umělecká beseda: 6. vánoční výstava, Topičův salon, Praha
- 1895 – Umělecká beseda: Jarní výstava, Topičův salon, Praha

## Galerie

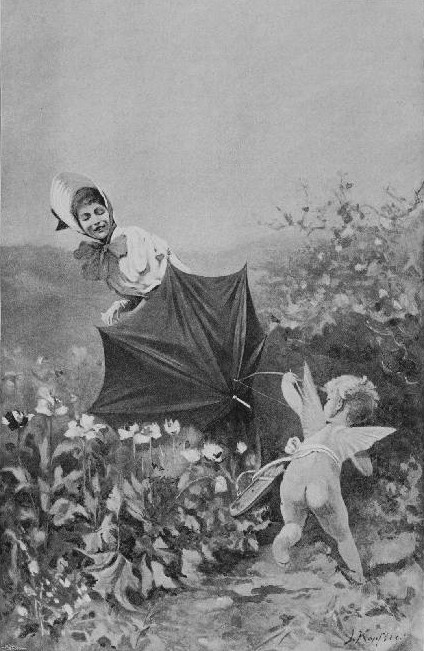
Zbytečný postrach (1896)
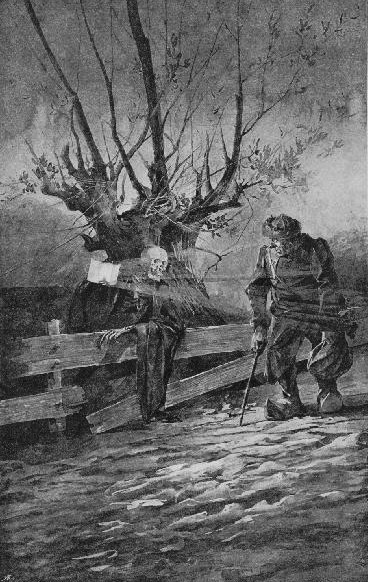
Kmoch a smrt, ilustrace k básni Antonína Kláštereckého (1892)
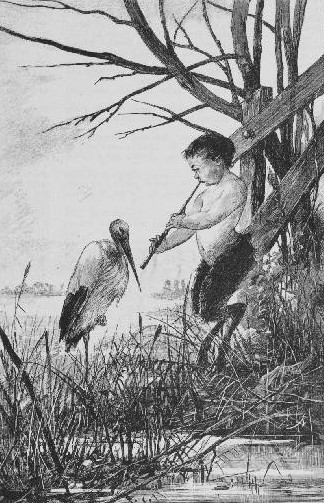
Jarní koncert (kol. 1887)